# Distrito de Val-de-Travers
El distrito de Val-de-Travers (en francés: district du Val-de-Travers, literalmente Valle torcido) era uno de los seis distritos del cantón de Neuchâtel, en Suiza. Contaba con una población de 11.898 habitantes (en 2017) y una superficie de 166,47 km². Estaba formado por 3 comunas y su capital era la localidad de Môtiers. Ha desaparecido el 1 de enero de 2018.

## Geografía
El distrito de Val-de-Travers era una zona montañosa, situada en la región del Jura neuchâtelense. Limitaba al norte con el distrito de Le Locle, al este con Boudry, al sur con Jura-Nord vaudois (VD), y al oeste con el departamento de Doubs (FRA-I).

## Comunas
| Distrito de Val-de-Travers | Distrito de Val-de-Travers | Distrito de Val-de-Travers |
| Comunas                    | Población (31.12.2016)     | Superficie km²             |
| -------------------------- | -------------------------- | -------------------------- |
| La Côte-aux-Fées           | 454                        | 12.85                      |
| Les Verrières              | 706                        | 28.68                      |
| Val-de-Travers1            | 10 950                     | 124.91                     |
| Total (3)                  | 12 110                     | 166.47                     |

## Cambios en las comunas desde 2000

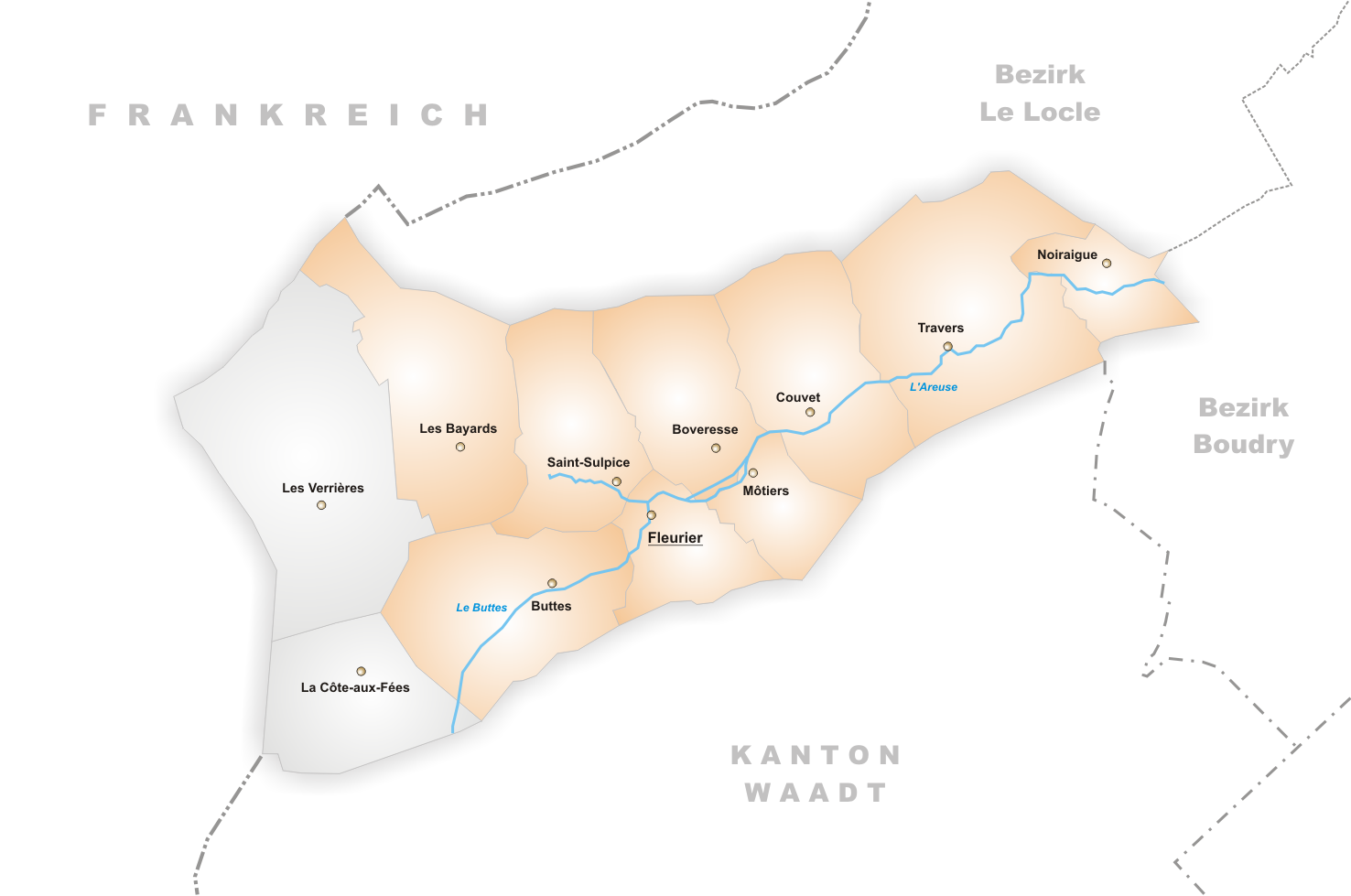
Comunas hasta 2008

### Fusiones
- 1 2009: Boveresse, Buttes, Couvet, Fleurier, Les Bayards, Môtiers, Noiraigue y Travers → Val-de-Travers